# КАБ-250

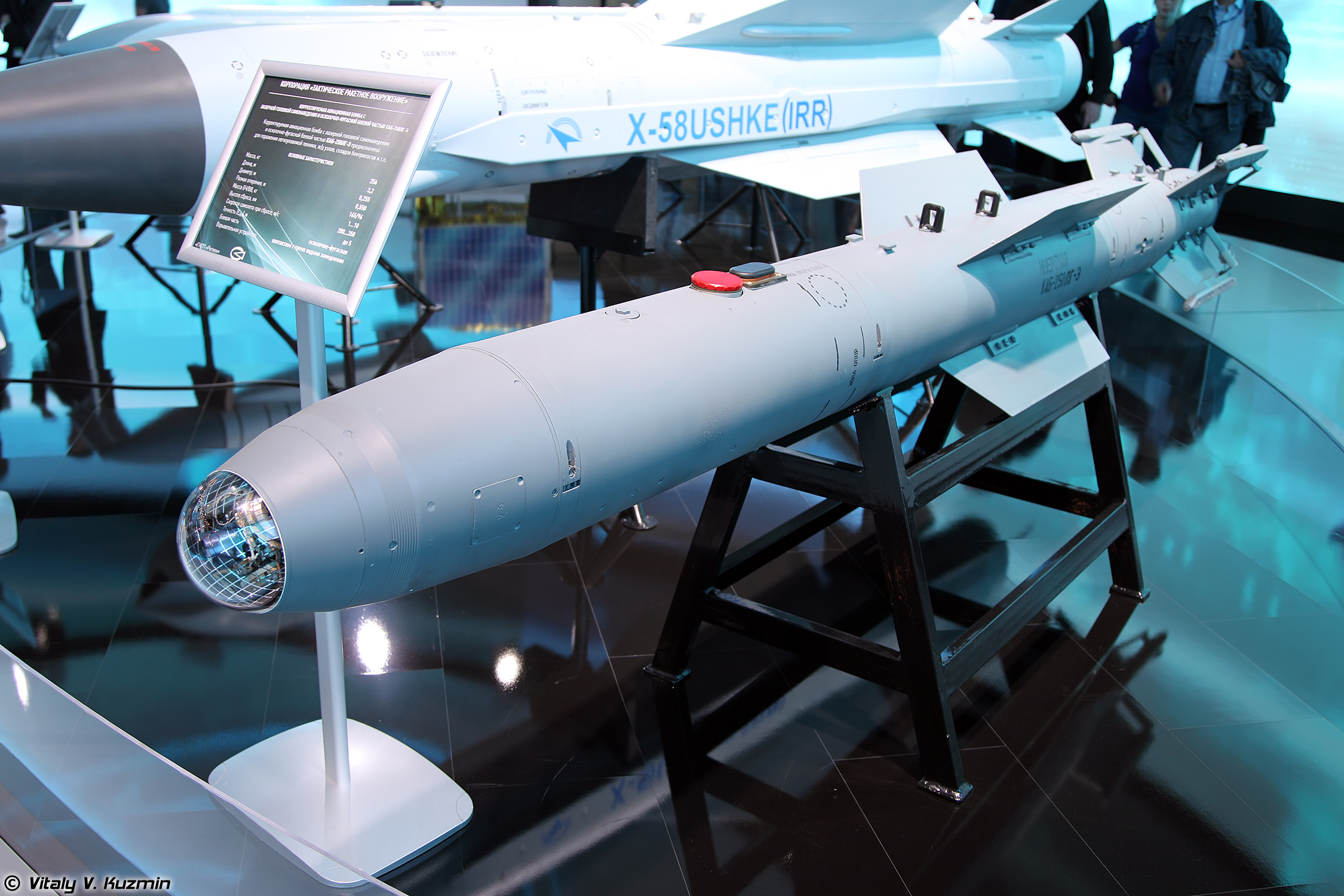
Керована бомба КАБ-250ЛГ-Е

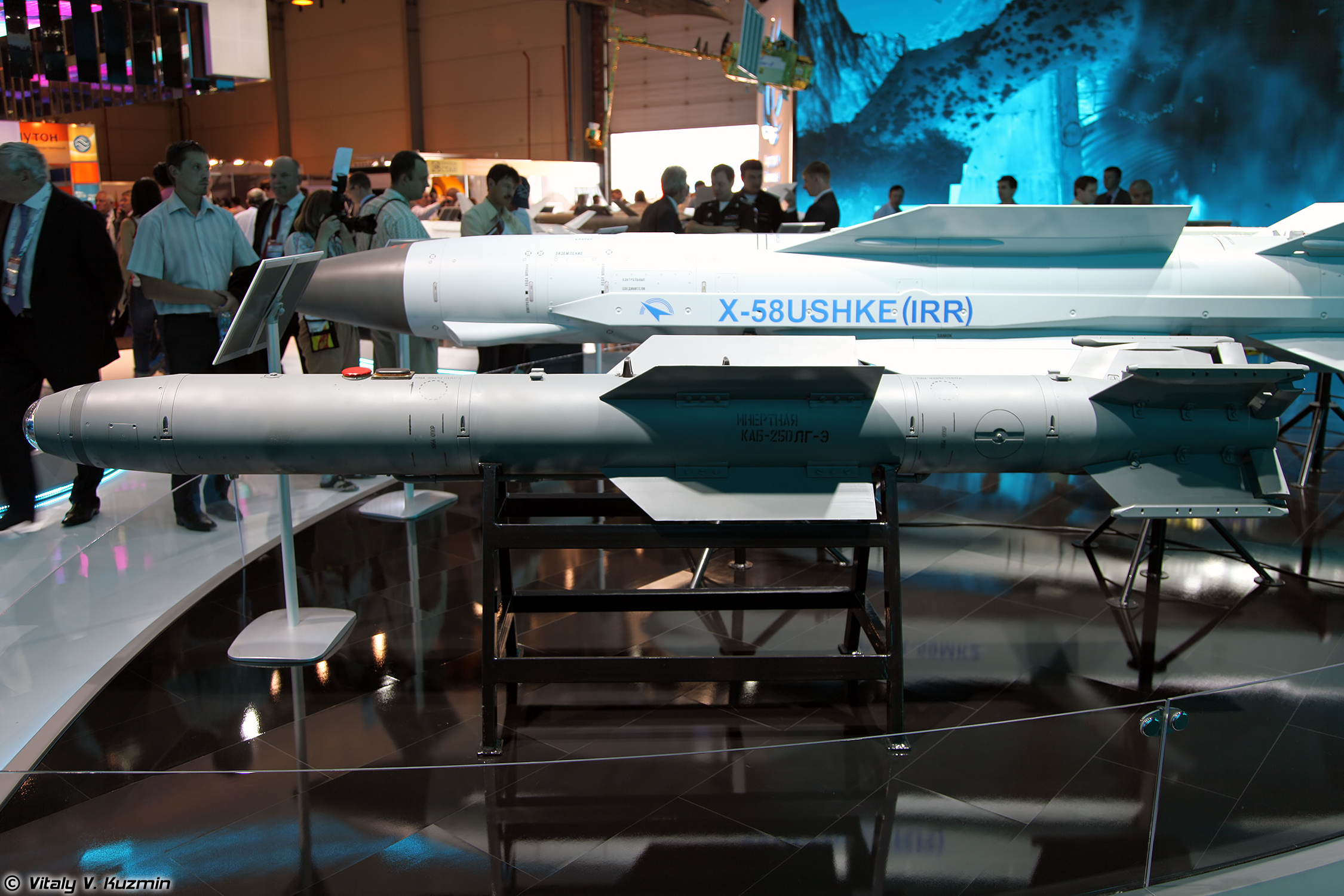
Керована бомба КАБ-250ЛГ-Е, вид збоку

КАБ-250 — сімейство авіаційних бомб, розроблених у 2000-х роках. Випускається у двох модифікаціях: бомба з лазерним наведенням КАБ-250ЛН-Е та бомба з супутниковим наведенням КАБ-250С-Е. З 2020 року вона прийнята на озброєння ВПС Росії. КАБ розшифровується як «Керована (коригована) авіаційна бомба» і належить до високоточної зброї.

## Характеристики
КАБ-250 має довжину 3,2 м і важить 256 кг. Її бойова частина становить 166 кг від загальної маси, з яких 91 кг — осколково-фугасна вибухова речовина. Російські джерела стверджують, що її КІВ становить від 3 метрів до 5 метрів. Технологія КАБ-250 також використовується для більшого КАБ-500Л.
Вона має помітну яйцеподібну форму і була інтегрована в літак Су-34.

## Модифікації
КАБ-250ЛН-Е
КАБ-250С-Е

## Бойове застосування
Використовувалася для скидання з Су-34 на цілі Ісламської Держави з висоти 5000 метрів.
Застосовується росіянами під час повномасштабного військового вторгнення в Україну з 2022 року.
3 березня 2024 року під час авіаудару по місту Торецьк впала та не здетонувала на території приватного будинку авіаційна бомба КАБ-250. Піротехніки Державної служби України з надзвичайних ситуацій вилучили та знешкодили її.